# Liste des évêques et archevêques de Kasama
Liste des évêques et archevêques de Kasama
(Archidioecesis Kasamaensis)
Le vicariat apostolique de Bangueolo est créé le 28 janvier 1913, par détachement de celui de Nyassa.
Il change de dénomination le 10 juillet 1952 pour devenir le vicariat apostolique de Kasama.
Ce dernier est érigé en évêché le 25 avril 1959, puis en archevêché le 12 juin 1967.

## Sont vicaires apostoliques
- 28 janvier 1913-† 5 octobre 1935 : Étienne Larue (Étienne Benoît Larue), vicaire apostolique de Bangueolo.
- 5 octobre 1935-16 mai 1949 : Alexandre Roy (Alexandre Auguste Laurent Marie Roy), vicaire apostolique de Bangueolo.
- 3 février 1950-25 avril 1959 : Marcel Daubechies, vicaire apostolique de Bangueolo, puis de Kasama (10 juillet 1952).

## Sont évêques
- 25 avril 1959-25 novembre 1964 : Marcel Daubechies, promu évêque.
- 6 juillet 1965-12 juin 1967 : Clemens Chabukasansha (Clemens P. Chabukasansha)

## Sont archevêques
- 12 juin 1967-22 février 1973 : Clemens Chabukasansha (Clemens P. Chabukasansha), promu archevêque.
- 17 septembre 1973-† 12 février 1990 : Elias Mutale (Elias White Mutale)
- 3 décembre 1990-30 avril 2009 : James Spaita (James Mwewa Spaita)
- 30 avril 2009-12 janvier 2012 : siège vacant
- depuis le 12 janvier 2012 : Ignatius Chama

## Sources
- L'ANNUAIRE PONTIFICAL, sur le site http://www.catholic-hierarchy.org, à la page